# Eric Roth
Eric R. Roth (n. 22 martie 1945, New York City, New York, SUA) este un scenarist american. A fost nominalizat de 5 ori la Premiul Oscar pentru cel mai bun scenariu adaptat — pentru Forrest Gump (1994), Scandal în industria tutunului (1999), München (2005), Strania poveste a lui Benjamin Button (2008) și S-a născut o stea (2018) — și l-a câștigat cu Forrest Gump. De asemenea, a scris scenariul pentru filmul nominalizat la Oscar  Extrem de tare și incredibil de aproape (2011) și a scris Dune (2021) împreună cu Jon Spaihts și cu regizorul filmului, Denis Villeneuve. Roth a contribuit și la filmul lui Martin Scorsese din 2021, Killers of the Flower Moon.

## Filmografie

### Film

#### Ca scenarist
| An   | Titlu                               | Regizor           | Note        |
| ---- | ----------------------------------- | ----------------- | ----------- |
| 1970 | To Catch a Pebble                   | James F. Collier  |             |
| 1974 | The Nickel Ride                     | Robert Mulligan   |             |
| 1975 | The Drowning Pool                   | Stuart Rosenberg  | nemenționat |
| 1979 | The Onion Field                     | Harold Becker     | nemenționat |
| 1979 | The Concorde ... Airport '79        | David Lowell Rich |             |
| 1981 | Wolfen                              | Michael Wadleigh  | nemenționat |
| 1987 | Suspect                             | Peter Yates       |             |
| 1988 | Memories of Me                      | Henry Winkler     |             |
| 1993 | Mr. Jones                           | Mike Figgis       |             |
| 1994 | Forrest Gump                        | Robert Zemeckis   |             |
| 1997 | The Postman                         | Kevin Costner     |             |
| 1998 | The Horse Whisperer                 | Robert Redford    |             |
| 1999 | The Insider                         | Michael Mann      |             |
| 2001 | Ali                                 | Michael Mann      |             |
| 2005 | Munich                              | Steven Spielberg  |             |
| 2006 | The Good Shepherd                   | Robert De Niro    |             |
| 2007 | Lucky You                           | Curtis Hanson     |             |
| 2008 | The Curious Case of Benjamin Button | David Fincher     |             |
| 2011 | Extremely Loud & Incredibly Close   | Stephen Daldry    |             |
| 2015 | Ellis                               | JR                | Scurtmetraj |
| 2018 | A Star Is Born                      | Bradley Cooper    |             |
| 2021 | Dune                                | Denis Villeneuve  |             |
| TBA  | Killers of the Flower Moon          | Martin Scorsese   |             |

#### Ca producător
- Mank (2020)

### Televiziune
| An        | Titlu                           | Scenarist | Producător executiv | Note       |
| --------- | ------------------------------- | --------- | ------------------- | ---------- |
| 1972      | The Strangers in 7A             | Da        | Nu                  | film TV    |
| 1992      | The Heights                     | Da        | Nu                  | Co-creator |
| 1994      | Jane's House                    | Da        | Nu                  | film TV    |
| 2011–2012 | Luck                            | Da        | Da                  |            |
| 2013–2017 | House of Cards                  | Nu        | Da                  |            |
| 2016–2018 | Berlin Station                  | Nu        | Da                  |            |
| 2018      | The Alienist                    | Nu        | Da                  |            |
| 2020      | The Alienist: Angel of Darkness | Nu        | Da                  |            |